# 古絲塔芙·卡羅琳 (梅克倫堡-施特雷利茨)
古絲塔芙·卡羅琳（德語：Gustave Caroline，1694年7月12日—1748年4月13日），梅克倫堡-施威林公爵夫人，梅克倫堡-施特雷利茨公爵阿道夫·腓特烈二世的女兒。

## 家庭
1714年，古絲塔芙·卡羅琳與伯父腓特烈的幼子克里斯蒂安·路德維希結婚，兩人共有2子2女：
1. 腓特烈二世（1717年—1785年）
2. 烏爾里克·索菲（德语：Ulrike Sophie zu Mecklenburg）（1723年—1813年）
3. 路德維希（1725年—1778年）
4. 阿瑪莉埃（1732年—1775年）